# Canton de Corcieux
Le canton de Corcieux est une division administrative française, située dans le département des Vosges et la région Lorraine.

## Composition
| Nom                         | Code Insee | Intercommunalité                 | Superficie (km2) | Population (dernière pop. légale) | Densité (hab./km2) |
| --------------------------- | ---------- | -------------------------------- | ---------------- | --------------------------------- | ------------------ |
| Corcieux (chef-lieu)        | 88115      | CA de Saint-Dié-des-Vosges       | 17,40            | 1 560 (2014)                      | 90                 |
| Arrentès-de-Corcieux        | 88014      | CA de Saint-Dié-des-Vosges       | 17,00            | 175 (2014)                        | 10                 |
| Aumontzey                   | 88018      | CC Bruyères - Vallons des Vosges | 3,37             | 481 (2013)                        | 143                |
| Barbey-Seroux               | 88035      | CA de Saint-Dié-des-Vosges       | 7,32             | 141 (2014)                        | 19                 |
| Champdray                   | 88085      | CC Gérardmer Hautes Vosges       | 9,49             | 171 (2014)                        | 18                 |
| La Chapelle-devant-Bruyères | 88089      | CA de Saint-Dié-des-Vosges       | 20,23            | 610 (2014)                        | 30                 |
| Gerbépal                    | 88198      | CA de Saint-Dié-des-Vosges       | 19,18            | 579 (2014)                        | 30                 |
| Granges-sur-Vologne         | 88218      | CC de Gérardmer-Monts et Vallées | 29,64            | 2 251 (2013)                      | 76                 |
| Herpelmont                  | 88240      | CC Bruyères - Vallons des Vosges | 5,58             | 279 (2014)                        | 50                 |
| La Houssière                | 88244      | CA de Saint-Dié-des-Vosges       | 19,54            | 595 (2014)                        | 30                 |
| Jussarupt                   | 88256      | CC Bruyères - Vallons des Vosges | 6,57             | 269 (2014)                        | 41                 |
| Rehaupal                    | 88380      | CC Gérardmer Hautes Vosges       | 4,72             | 201 (2014)                        | 43                 |
| Vienville                   | 88505      | CA de Saint-Dié-des-Vosges       | 3,38             | 131 (2014)                        | 39                 |

## Représentation

### Conseillers d'arrondissement (de 1833 à 1940)
| Période                                  | Période      | Identité                | Étiquette    | Qualité |
| ---------------------------------------- | ------------ | ----------------------- | ------------ | --- |
| 1833                                     | 1836         | M. Guéry                |              | Avocat, propriétaire, ancien maire de Corcieux                                                              |
|                                          |              |                         |              | |
|                                          | 1882 (décès) | Gabriel Thiriet         |              | Propriétaire à Granges-sur-Vologne                                                                          |
|                                          |              |                         |              | |
| 1898                                     | 1907         | Jean-Baptiste Vuillaumé |              | Juge de paix, maire de Vienville                                                                            |
|                                          |              |                         |              | |
|                                          | 1919         | Ernest Charton          |              | Maire de Corcieux                                                                                           |
| 1919                                     | 1940         | Adrien Didier           | Nationaliste | Cultivateur à Granges-sur-Vologne                                                                           |
| 1940                                     |              |                         |              | Les conseils d'arrondissement ont été suspendus par la loi du 12 octobre 1940 et n'ont jamais été réactivés |
| Les données manquantes sont à compléter. |              |                         |              | |

### Conseillers généraux de 1833 à 2015
| Période | Période          | Identité                               | Étiquette          | Qualité |
| ------- | ---------------- | -------------------------------------- | ------------------ | --- |
| 1833    | 1848             | François Abram de Zincourt (1802-1851) |                    | Procureur du Roi à Saint-Dié |
| 1848    | 1849 (démission) | Paul Lemarquis (1818-1869)             |                    | Avocat, nommé substitut puis Président du Tribunal civil de Verdun |
| 1849    | 1851 (décès)     | François Abram de Zincourt             |                    | Conseiller à la Cour d'appel de Nancy puis Procureur du Roi à Saint-Dié |
| 1851    | 1852             | Pierre Gaudin                          |                    | Meunier Maire de Granges-sur-Vologne |
| 1852    | 1867             | Jean-Baptiste Didiergeorge             |                    | Médecin à Bruyères |
| 1867    | 1871             | Jean Nicolas Georgel (1814-1880)       |                    | Notaire, juge de paix, Corcieux |
| 1871    | 1904             | Jules Méline                           | UR, GR puis Prog.  | Avocat Président du Conseil Général (1893-1904) Député (1872-1903) Sénateur (1903-1925) Sous-secrétaire d'État (1876-1877) Ministre (1883-1885 et 1915-1916) Président du Conseil (1896-1898) |
| 1907    | 1919             | Jean-Baptiste Vuillaumé                | Rad.               | Juge de paix Maire de Vienville (1881-1910), conseiller d'arrondissement |
| 1919    | 1931             | Eugène Lecomte                         | RG                 | Agriculteur, conseiller municipal de Corcieux |
| 1931    | 1940             | Ernest Martin                          | Rad.               | Négociant Adjoint au Maire de Corcieux (1935-1948) |
| -       | -                |                                        |                    | |
| 1943    | 1945             | Raymond Cleuvenot                      |                    | Marchand d'eaux minérales Maire de Gerbépal Nommé conseiller départemental en 1943 |
| 1945    | 1981 (décès)     | Jean Poirot                            | Rad. puis app. UDF | Médecin Maire de Corcieux (1945-1948 et 1971-1972) |
| 1981    | 1982             | Yvan Homel                             | PS                 | Agriculteur Maire d'Aumontzey (1965-1995) |
| 1982    | 1988             | Georges Gérard                         | DVD                | Directeur de scierie Maire de Granges-sur-Vologne (1965-1989) |
| 1988    | 2015             | Guy Martinache                         | DVD puis UMP       | Infirmier libéral Conseiller général délégué au logement Maire de Granges-sur-Vologne (1989-2008 et 2014-) Élu en 2015 dans le Canton de Gérardmer (élection annulée)                         |

## Démographie
| 1962                                                             | 1968  | 1975  | 1982  | 1990  | 1999  | 2006  |
| ---------------------------------------------------------------- | ----- | ----- | ----- | ----- | ----- | ----- |
| 7 381                                                            | 7 862 | 7 990 | 8 054 | 7 611 | 7 488 | 7 483 |
| Nombre retenu à partir de 1962 : Population sans doubles comptes |       |       |       |       |       |       |

| 1962  | 1968  | 1975  | 1982  | 1990  | 1999  | 2006  | 2011  | 2012  |
| ----- | ----- | ----- | ----- | ----- | ----- | ----- | ----- | ----- |
| 8 193 | 7 862 | 7 990 | 8 054 | 7 611 | 7 488 | 7 483 | 7 550 | 7 523 |